# Please, Don’t Touch Anything
Please, Don’t Touch Anything — компьютерная игра в жанре головоломки, разработанная российской командой разработчиков Four Quarters и изданная Bulkypix, Plug In Digital. Выход состоялся 26 марта 2015 года для персональных компьютеров на операционных системах Windows, MacOS и Linux, а 21 октября и 25 ноября 2015 года вышла версия для iOS и Android. 7 декабря 2016 года вышел ремейк игры для Windows и MacOS с виртуальной реальностью под названием Please, Don’t Touch Anything 3D.

## Игровой процесс
Игрок находится в комнате, коллега отлучается в туалет и просит игрока ничего не трогать. Перед игроком располагается панель управления с красной кнопкой. Игрок должен разобраться, каким образом работает панель перед ним. Различные комбинации действий приводят игрока к различным концовкам игры.

## Восприятие
| Сводный рейтинг | Сводный рейтинг          |
| Агрегатор       | Оценка                   |
| --------------- | ------------------------ |
| Metacritic      | 75/100 (PC) 76/100 (iOS) |

Игра получила преимущественно положительные отзывы. На сайте-агрегаторе оценок Metacritic версия игры для персональных компьютеров оценена на 75 баллов из 100, а iOS версия — на 76 баллов.
Летом 2018 года, благодаря уязвимости в защите Steam Web API, стало известно, что точное количество пользователей сервиса Steam, которые играли в игру хотя бы один раз, составляет 226 838 человек.